# Eugenio La Rosa
Eugenio Tomás La Rosa (Puente Piedra, 20 dicembre 1961) è un ex calciatore peruviano, di ruolo attaccante.